# Un dólar y una tumba
Un dólar y una tumba es un Spaghetti western rodado en coproducción hispano-italiana, dirigido por el 
realizador de origen argentino Leon Klimovsky y protagonizado por el actor canadiense John Ireland. 
Su estreno en España tuvo lugar el 25 de abril de 1970.

## Argumento
El cuerpo de un hombre joven se halla colgado de un árbol. Su novia, Barbara (Daniela Giordano), se encuentra 
afligida a los pies de este. Ambos deseaban casarse, pero el padre de Barbara, un hombre tiránico, ordenó a 
sus hombres que ahorcaran al pretendiente de su hija. Jones, un cowboy (John Ireland), encuentra el cadáver, 
le ofrece cristiana sepultura y lleva a Barbara al rancho de su padre. Don Diego le ofrece trabajo en el rancho 
a cambio de que desentierre el cuerpo para llevarlo fuera de sus tierras. Jonás se niega y parte hacia el pueblo 
cercano, donde conoce a Margarita, propietaria del saloon y examante de Don Diego, que le advierte del poder 
del cacique y de las consecuencias de desafiarle...

## Reparto
- John Ireland ... Jones
- Robert Woods ... Chris
- Annabella Incontrera ... Maggie
- Roberto Camardiel ... Don Diego
- Mariano Vidal Molina ... Ed Gray
- Daniela Giordano ... Barbara
- Giovanni Cianfriglia (como Ken Wood)
- Attilio Dottesio ... Sheriff Bill
- Sergio Mendizábal ... Doctor
- Sergio Colasanti
- Angelo Dessy
- José Antonio López
- Ferdinando Poggi
- Angelo Botti

## Titulaciones
- Badlands Drifter
- Challenge of the McKennas (Estados Unidos, versión doblada)
- La défi des Mac Kenna (Francia)
- La sfida dei MacKenna (Italia, título original)
- Mannen utan förflutet (Suecia)
- Sfagi ston kokkino ilio (Grecia)
- Un dólar y una tumba (España, título original)
- Un dólar y una tumba (España, edición en VHS)
- Vendetta a l'Ouest (Francia)

## Fechas de estreno
- País (Fecha)
- Italia (21 de marzo de 1970)
- España (25 de abril de 1970)
- Francia (3 de mayo de 1972, en París)